# 루퍼트 줄리안

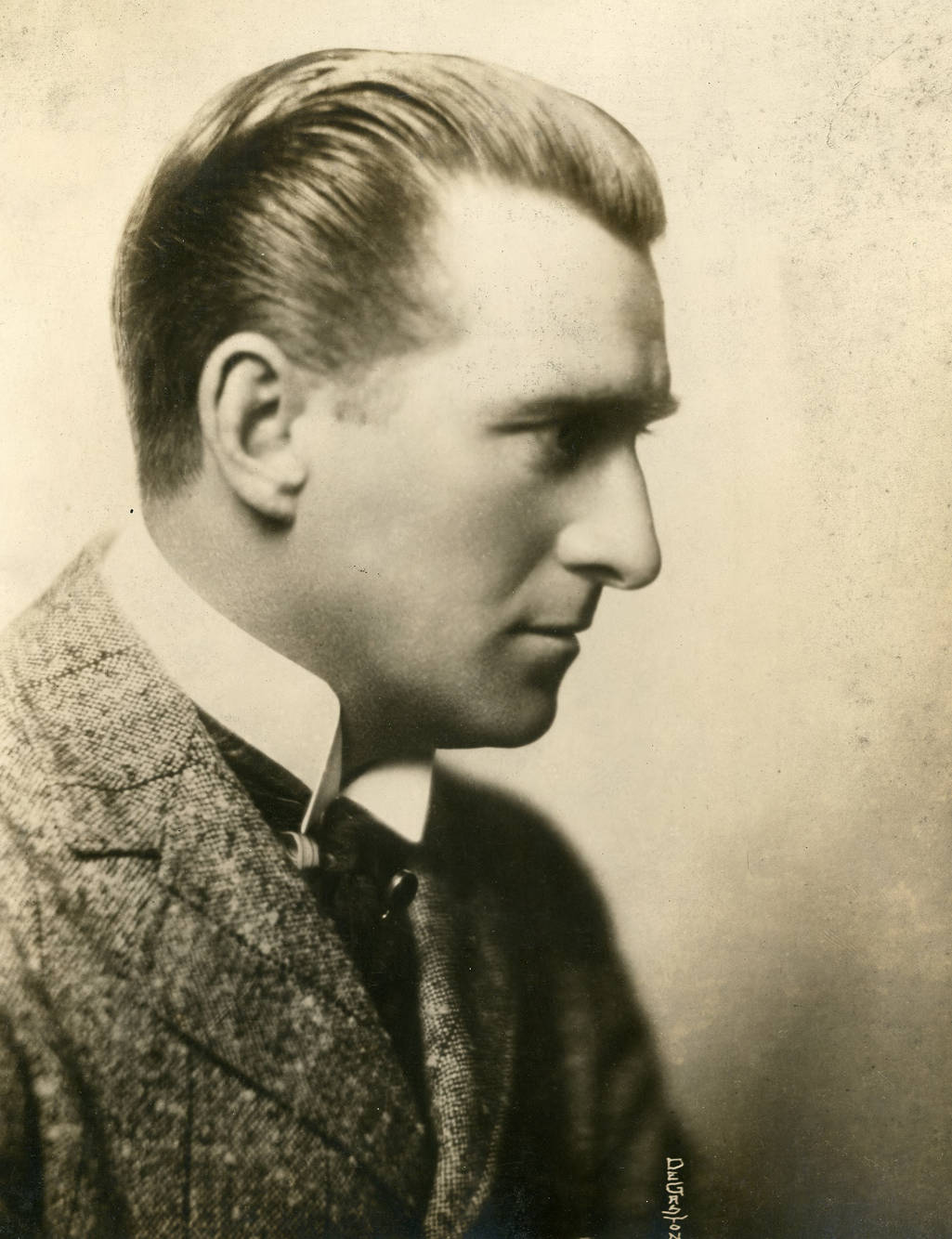

루퍼트 줄리안(Rupert Julian, 본명: Thomas Percival Hayes, 1879년 1월 25일 ~ 1943년 12월 27일)은 뉴질랜드의 영화 배우, 감독, 작가, 프로듀서이다. 경력 기간 중에 60개 영화를 감독하고 90개가 넘는 영화작품에서 활동했다. 오페라의 유령 (1925년 영화)에서 론 채니를 감독한 것으로 알려져 있다. 또, 고양이와 카니리아 (1927년 영화)의 사운드 리메이크작 더 캣 크립스(The Cat Creeps)를 감독하기도 했으나 지금은 유실 영화이다.
64세의 나이로 캘리포니아주 할리우드의 자신의 집에서 사망했다.